# Didericus van Epen
Didericus Gijsbertus van Epen (Amsterdam, 18 april 1868 – Den Haag, 27 augustus 1930) was een Nederlands genealoog.

## Leven en werk
Van Epen werd in 1868 in Amsterdam geboren. Hij was in de periode 1897 tot 1920 uitgever van het maandblad De Wapenheraut. In dit blad schreef Van Epen over genealogische en historische onderwerpen. Daarnaast heeft hij honderden grafschriften uit Gelderland opgetekend en gepubliceerd. Tezamen met de grafschriften uit de provincies Drenthe en Overijssel bevat zijn werk een groot deel van de grafschriftdekking van Oost-Nederland.
Van Epen was in 1903 hoofdredacteur van het Nederland's Adelsboek. Na publicatie ontstond onenigheid binnen de redactie waarna hij zich terugtrok. Vanaf 1910 publiceerde hij de reeks Nederland's Patriciaat vanuit het door hem opgerichte Centraal Bureau voor Genealogie en Heraldiek te Den Haag. Deze reeks bestaat tot op de dag van vandaag na te zijn overgenomen door het in 1945 opgerichte Centraal Bureau voor Genealogie te Den Haag, dat ook een groot deel van de ongeveer 50.000 lakzegels bezit, afkomstig uit de collectie van Van Epen. Naar huidige maatstaven ging hij daarbij niet zorgvuldig te werk: hij noteerde wel de familienaam die bij een zegel hoorde, maar niet waar hij het zegel gevonden had en wat de datering was.
Van Epen verwierf inkomen door als beroepsgenealoog vermogende particulieren te adviseren bij stamboomonderzoek en vermelding in genealogische publicaties. Zo adviseerde hij in 1906 Rudolph Lehmann bij zijn aanvraag om als Monegaskisch baron in de Nederlandse adel ingelijfd te worden. De Hoge Raad van Adel adviseerde echter negatief en de minister van Justitie beschikte conform dit advies.
Van Epen overleed op 62-jarige leeftijd op 27 augustus 1930 te Den Haag.
- Biografisch Portaal: 17802795
- Gemeinsame Normdatei: 172931177
- International Standard Name Identifier: 0000 0003 5783 6039
- Nederlandse Thesaurus van Auteursnamen: 070153671
- RKD-Nederlands Instituut voor Kunstgeschiedenis: 26424
- Virtual International Authority File: 199154389
- WorldCat: E39PBJbRdkDF7kXTjyYqdwfH4q